# Copa México 1960-1961
La Copa México 1960-1961 è stata la quarantacinquesima edizione del secondo torneo calcistico messicano e la diciottesima nell'era professionistica del calcio messicano. È cominciata il 16 marzo e si è conclusa il 30 aprile 1961. La vittoria finale è stata del Tampico.

## Formula
Le 14 squadre partecipanti si affrontano in turni ad eliminazione diretta (con gare di andata e ritorno i primi tre turni, in gara unica la finale).

## Ottavi di finale
| Squadra 1         | Totale         | Squadra 2   | Andata       | Ritorno      |
| ----------------- | -------------- | ----------- | ------------ | ------------ |
|                   |                |             | 18 mar. 1961 | 26 mar. 1961 |
| América           | 5 - 2          | Atlas       | 4 - 1        | 1 - 1        |
| Irapuato          | 2 - 3          | Atlante     | 1 - 1        | 1 - 2        |
| León              | 8 - 6          | Necaxa      | 4 - 1        | 4 - 5        |
| Deportivo Morelia | 2 - 3          | Guadalajara | 1 - 1        | 1 - 2        |
| Oro               | 4 - 4(1-3 dcr) | Celaya      | 2 - 3        | 2 - 1dts     |
| Tampico           | 6 - 4          | Monterrey   | 2 - 0        | 4 - 4dts     |
| CD Zacatepec      | 4 - 8          | Toluca      | 0 - 2        | 4 - 6        |

## Quarti di finale
- Il Club Deportivo Leon passa il turno senza giocare.

| Squadra 1   | Totale | Squadra 2 | Andata      | Ritorno       |
| ----------- | ------ | --------- | ----------- | ------------- |
|             |        |           | 2 apr. 1961 | 9 apr. 1961   |
| América     | 4 - 7  | Toluca    | 3 - 2       | 1 - 5         |
| Celaya      | 0 - 2  | Tampico   | 0 - 0       | 0 - 2         |
| Guadalajara | 5 - 4  | Atlante   | 3 - 3       | 2 - 1(d.t.s.) |

## Semifinali
| Squadra 1   | Totale | Squadra 2 | Andata       | Ritorno         |
| ----------- | ------ | --------- | ------------ | --------------- |
|             |        |           | 16 apr. 1961 | 22/23 apr. 1961 |
| Guadalajara | 0 - 2  | Tampico   | 0 - 0        | 0 - 2           |
| Toluca      | 5 - 2  | León      | 5 - 0        | 0 - 2           |

## Finale
| Città del Messico 30 aprile 1961, ore 15:00 | Tampico | 1 – 0 | Toluca | Estadio Universitario |

### Verdetto finale
Il Tampico vince la copa México 1960-1961.

## Coppa "Campeón de Campeones" 1961
- Partecipano le squadre vincitrici del campionato messicano (Guadalajara) e della coppa del Messico (Tampico). Il Guadalajara si aggiudica il titolo.

## Finale
| Città del Messico 7 maggio 1961, ore 15:00 | Guadalajara | 1 – 0 | Tampico | Estadio Universitario |
| \| \| \| \| \| 76’Javier Valdivia \| Marcatori \| \| \| Jaime Gómez Arturo Chaires Ignacio Sevilla José Villegas Juan Jasso Francisco Javier Valle Francisco Jara Javier Valdivia Héctor Hernández García Sabás Ponce Raúl Vasquez Arellano \| Formazioni \| Pulido - Oropeza Cardoso Guillermo Méndez Pérez Rosas Molina Ricardo Bonelli Antonio Pérsico Roberto Rolando Banda \| \| Javier de la Torre \| Allenatori \| Nicolás Palma \| |             | |         |                       |
| |             | |         |                       |
| 76’Javier Valdivia | Marcatori   | |         |                       |
| Jaime Gómez Arturo Chaires Ignacio Sevilla José Villegas Juan Jasso Francisco Javier Valle Francisco Jara Javier Valdivia Héctor Hernández García Sabás Ponce Raúl Vasquez Arellano | Formazioni  | Pulido - Oropeza Cardoso Guillermo Méndez Pérez Rosas Molina Ricardo Bonelli Antonio Pérsico Roberto Rolando Banda |         |                       |
| Javier de la Torre | Allenatori  | Nicolás Palma |         |                       |